# Heteroponera angulata
Heteroponera angulata este o specie de furnică din genul Heteroponera, endemică pentru Brazilia. A fost descrisă de Borgmeier în 1959.